# Shaanxi
Shaanxi sau Shănxi,  (陕西 în chineză simplificată, 陝西 în tradițională) este o provincie a Chinei fără ieșire la mare. Se învecinează cu diviziunile la nivel de provincie Shanxi (NE, E), Henan (E), Hubei (SE), Chongqing (S), Sichuan (SW), Gansu (V), Ningxia (NV) și Mongolia Interioară (N).
Shaanxi are o suprafață de peste 205.000 km² și aproximativ 37 de milioane de locuitori, fiind pe locul al 16-lea în China. Xi'an – unde se află și rămășițele fostelor capitale chineze Fenghao și Chang’an – este capitala provinciei și cel mai mare oraș din nord-vestul Chinei precum și unul dintre cele mai vechi orașe din China și cea mai veche dintre cele Patru Mari Capitale Antice, fiind capitala dinastiilor Zhou de Vest, Han de Vest, Jin, Sui si Tang. Xianyang, care a servit drept capitală dinastiei Qin, se află chiar la nord, peste râul Wei. Celelalte orașe la nivel de prefectură în care este împărțită provincia sunt Ankang, Baoji, Hanzhong, Shangluo, Tongchuan, Weinan, Yan'an și Yulin.
Provincia este împărțită geografic în trei părți, și anume Shaanxi de Nord, Central și de Sud. Shaanxi de Nord (sau „Shaanbei”) reprezintă porțiunea de sud-est a bazinului Ordos și cuprinde în principal cele două orașe prefecturale Yulin și Yan'an din nordul Podișului de Loess, despărțite de deșertul Ordos și de stepele din Mongolia Interioară de Marele Zid Ming. Shaanxi Central (sau „Shaanzhong”) este cunoscut și ca regiunea Guanzhong și cuprinde bazinul hidrografic al râului Wei inferior la est de Muntele Long și la nord de Munții Qinling, unde locuiește majoritatea populației din Shaanxi. Shaanxi de Sud (sau „ Shannan ”) cuprinde cele trei orașe prefecturale de la marginea regiunii istorice Bashu la sud de Munții Qinling și include cele trei orașe muntoase Hanzhong, Ankang și Shangluo.
Împreună cu zonele adiacente ale provinciilor Shanxi și Henan, a format leagănul civilizației chineze. În epoca republicană a Chinei, orașul Yan'an se afla aproape de punctul final al Marșului Lung al Armatei Roșii Chineze, care s-a retras din Jiangxi când Republica Sovietică Chineză a fost distrusă de armatele Kuomintangului și a devenit leagănul Revoluției Comuniste Chineze între 1935 și 1947.
Marea majoritate a populației din Shaanxi sunt chinezi Han (>99%), Hui, manciurienii și mongolii fiind minoritățile etnice cele mai semnificative. Chineza mandarină este principala limbă vorbită în Shaanxi, inclusiv mandarina Zhongyuan și dialectele mandarine de sud-vest; o altă varietate de chineză, chineza Jin, este de asemenea vorbită în regiunile învecinate cu Shanxi.
Shaanxi este cea de-a 15-a economie a Chinei ca mărime, situată la nivel mediu printre diviziunile administrative ale Chinei. Sectorul combustibililor fosili și cel al tehnologiilor înalte reprezintă două cele mai mari industrii din provincia Shaanxi. Sectorul tehnologiilor înalte include industria aeronautică și aerospațială, iar Shaanxi produce mai mult de 50% din echipamentele de cercetare și dezvoltare și de producție pentru industria chineză a aviației comerciale.

## Orașe
- Xi'an (西安市);
- Tongchuan (铜川市);
- Baoji (宝鸡市);
- Xianyang (咸阳市);
- Weinan (渭南市);
- Yan'an (延安市);
- Hanzhong (汉中市);
- Yulin (榆林市);
- Ankang (安康市);
- Shangluo (商洛市).

## Turism
- Orașul Xi'an
- Muzeul Armatei de Terracotta
- Pagoda Daqin